# Alpaida canela
Alpaida canela är en spindelart som beskrevs av Levi 1988. Alpaida canela ingår i släktet Alpaida och familjen hjulspindlar. Inga underarter finns listade i Catalogue of Life.